# Ліхтарне дербі
«Ліхтарне дербі» (італ. Derby della Lanterna) — футбольне протистояння між двома клубами з Генуї — «Сампдорія» і «Дженоа». Назва походить від символу Генуї — маяка Ла Лантерна (італ. Lanterna — ліхтар). Стадіон «Луїджі Ферраріс», на якому проходять матчі, — домашній для обох команд, тому «господарі» і «гості» завжди суто номінальні. За підсумками минулих зустрічей «Сампдорія» має перевагу.

## Статистика
Станом на 7 квітня 2018
| Турнір       | Ігри | Сампдорія | Нічиї | Дженоа |
| ------------ | ---- | --------- | ----- | ------ |
| Серія A      | 70   | 26        | 26    | 18     |
| Серія B      | 14   | 5         | 5     | 4      |
| Кубок Італії | 12   | 6         | 4     | 2      |
| Всього       | 96   | 37        | 35    | 24     |